# Eric Loughran
Eric Loughran (* 12. April 1995 in Pelham, New Hampshire) ist ein US-amerikanischer Freestyle-Skier. Er ist auf die Disziplin Aerials (Springen) spezialisiert.

## Werdegang
Loughran startete im Februar 2010 in Mont Gabriel erstmals im Nor-Am-Cup und belegte dabei die Plätze 26 und 23. Sein Debüt im Weltcup hatte er im Januar 2013 in Lake Placid, das er auf dem 16. Platz beendete. Im Januar 2015 errang er im Deer Valley Resort mit dem fünften Platz seine erste Top-Zehn-Platzierung im Weltcup. Bei den Weltmeisterschaften 2017 in Sierra Nevada sprang er auf den 16. Platz und belegte im folgenden Jahr bei den Olympischen Winterspielen in Pyeongchang den 25. Platz. In der Saison 2018/19 kam er bei fünf Weltcupteilnahmen, dreimal unter die ersten Zehn. Dabei erreichte er in Shimao Lotus Mountain mit dem dritten Platz seine erste Podestplatzierung im Weltcup und zum Saisonende den siebten Platz im Aerials-Weltcup. Beim Saisonhöhepunkt, den Weltmeisterschaften 2019 in Park City, errang er den 19. Platz. Im folgenden Jahr wurde er im Bristol Mountain Resort US-amerikanischer Meister.

## Erfolge

### Olympische Spiele
- Pyeongchang 2018: 25. Aerials

### Weltmeisterschaften
- Sierra Nevada 2017: 16. Aerials
- Park City 2019: 19. Aerials

### Weltcupwertungen
| Saison  | Gesamt | Gesamt | Aerials | Aerials |
| Saison  | Platz  | Punkte | Platz   | Punkte  |
| ------- | ------ | ------ | ------- | ------- |
| 2012/13 | 170.   | 5      | 28.     | 35      |
| 2014/15 | 60.    | 17     | 15.     | 119     |
| 2015/16 | 59.    | 21,33  | 15.     | 128     |
| 2016/17 | 50.    | 24,71  | 11.     | 173     |
| 2017/18 | 83.    | 16,67  | 17.     | 100     |
| 2018/19 | 30.    | 30     | 7.      | 150     |
| 2019/20 | 76.    | 16,29  | 17.     | 114     |

### Nor-Am Cup
- 6 Podestplätze, davon 2 Siege

### Weitere Erfolge
- US-amerikanischer Meistertitel (2020)